# Mosjö landskommun
Mosjö landskommun var en tidigare kommun i Örebro län.

## Administrativ historik
Den bildades då 1862 års kommunalförordningar trädde i kraft, i Mosjö socken i Örebro härad i Närke. 
Vid kommunreformen 1952 bildade den storkommunen Mosjö, då förutvarande Täby landskommun gick upp kommunen.
År 1967 inkorporerades den i sin helhet i dåvarande Örebro stad. Området ingår numera i Örebro kommun.

### Kyrklig tillhörighet
I kyrkligt hänseende tillhörde kommunen Mosjö församling. Den 1 januari 1952 tillkom Täby församling.

## Geografi
Mosjö landskommun omfattade den 1 januari 1952 en areal av 58,24 km², varav 56,41 km² land. Efter nymätningar och arealberäkningar färdiga den 1 januari 1960 omfattade landskommunen den 1 november 1960 en areal av 58,74 km², varav 58,72 km² land.

### Tätorter i kommunen 1960
| Tätort                    | Folkmängd |
| ------------------------- | --------- |
| Mosås                     | 612       |
| Närkes Marieberg, del ava | 582       |

Tätortsgraden i kommunen var den 1 november 1960 59,8 procent.

## Politik

### Mandatfördelning i valen 1938-1962
| 9 | 3 | 5 | 3 |

| 20 |

| 10 | 3 | 4 | 3 |

| 20 |

| 10 | 3 | 5 | 2 |

| 20 |

| 11 | 5 | 6 | 3 |

| 23 |

| 11 | 4 | 7 | 3 |

| 22 |

| 10 | 5 | 5 | 5 |

| 20 | 5 |

| 12 | 5 | 4 | 4 |

| 20 | 5 |